# Нанґа
Нанґа (кон. Nanga; нар. 1381) — другий правитель (маніконго) центральноафриканського королівства Конго.
Точні дати та події, що відбувалися за його правління, наразі невідомі. Відомо лише, що він був двоюрідним братом засновника держави, Лукені Луа Німі.